# Maacha
Maacha ist im Alten Testament der Name von neun Personen, fünf Frauen und vier Männern.

## Etymologie
Der Name Maacha (hebräisch מַעֲכָֽה Ma'acha) lässt sich vielleicht von der Wurzel מעך ma'ach ableiten, die „zerdrücken“ bedeutet.
Die Septuaginta gibt den Namen in Gen 22,24  mit Μωχα Mocha wieder (ebenso in 1 Chr 2,48 ; 3,2 ), in 2 Sam 3,3  mit Μααχα Maacha (ebenso in 1 Kön 2,39 ; 15,2 ; 1 Chr 8,29 ; 27,16 ; 2 Chr 11,20–22 ; 15,16 ) und in 1 Chr 7,15–16  mit Μοωχα Moocha (ebenso 1 Chr 9,35 ; 11,43 ). In 1 Kön 15,10  und 13  wird mit Ανα Ana ein anderer Name eingefügt.
Der Name Michaja (hebräisch מִיכָיָ֥הוּ Michajahu), der in 2 Chr 13,2  statt Maacha verwendet wird, ist ein Satzname und zusammengesetzt aus dem Fragewort מִי mi „Wer?“, dem Partikel כְּ ke „wie“ und dem Gottesnamen יָהוּ Jahu als einer Form von JHWH. Der Name lässt sich als „Wer (ist) wie JHWH?“ übersetzen. Die Septuaginta gibt den Namen mit Μααχα Maacha wieder, nimmt also eine Angleichung an 1 Kön 15,2  vor.

## Maacha, Sohn Nahors
Maacha ist nach Gen 22,24  der jüngste Sohn Nahors, des Bruders Abrahams, und seiner Nebenfrau Rëuma. Seine Brüder sind Tebach, Gaham und Tahasch.

## Maacha, Mutter Abschaloms
In 2 Sam 3,3  ist Maacha eine Frau König Davids. Sie ist die Mutter seines Sohnes Abschalom und Tochter des Königs Talmai von Geschur.

## Maacha, Vater Achischs
Maacha ist nach 1 Kön 2,39  der Vater Achischs, des Königs von Gat.

## Maacha, Mutter Abijas
Eine Tochter Abschaloms heißt nach 1 Kön 15,2  ebenfalls Maacha. Sie ist die Mutter Abijas, des zweiten Königs des Südreiches Juda. Dessen Vater ist nach 1 Kön 14,31  Rehabeam. Dass beide verheiratet werden, wird nur in 2 Chr 11,20  erwähnt, dort werden auch weitere Kinder erwähnt: Attai, Sisa und Schelomit. 2 Chr 13,21  berichtet davon, dass Abija 14 Frauen hatte, 22 Söhne und 16 Töchter. Maacha wird schließlich in 1 Kön 15,10  als Großmutter König Asas erwähnt. Asa enthob, so 1 Kön 15,13 , sie ihrer Stellung als Königinmutter (Einheit und Luther: „Herrin“), da sie der Aschera ein Kultbild errichtet hatte, welches verachtungsvoll als „Scheusal“ bezeichnet wird. Asa zerschlug es und verbrannte es am Bach Kidron.
Im Masoretischen Text wird Maacha in 1 Kön 15,10  und 13  nicht als Großmutter Asas, sondern als dessen Mutter bezeichnet. Dies steht aber im Widerspruch zu 1 Kön 15,2 . Die deutschen Übersetzungen lösen das Problem unterschiedlich: Die Lutherbibel schreibt Mutter, die Einheitsübersetzung Großmutter. Der Widerspruch lässt sich auflösen, wenn man Mutter nicht biologisch versteht, sondern als Amt, das die Mutter des Königs ausübte. So war es möglich, dass Maacha das Amt der Königinmutter nach dem Tod ihres Sohnes Abijas behielt und für ihren Enkel Asa weiter ausübte.
In 2 Chr 13,2  wird Maacha unter anderem Namen genannt, nämlich Michaja. Ebenfalls wird ihr ein anderer Vater zugeschrieben, Uriël aus Gibea.

## Maacha, Nebenfrau Kalebs
In 1 Chr 2,48  ist Maacha die zweite Nebenfrau Kalebs. Sie ist die Mutter Schebers, Tirhanas, Schaafs und Schewas.

## Maacha, Schwester oder Ehefrau Machirs
In 1 Chr 7,15  ist Maacha die Schwester Machirs, eines Sohnes Manasses. In 1 Chr 7,16  ist sie dann allerdings Machirs Frau. Ihre Söhne sind Peresch und Scheresch. Der Text ist aber sehr unklar.

## Maacha, Mutter Gibeons
In 1 Chr 8,29  ist Maacha die Mutter Gibeons und Frau Jëiëls (erst in 1 Chr 9,35  erwähnt). Weitere Kinder sind nach 1 Chr 8,29–31  und 9,36–37  Abdon, Zur, Kisch, Baal, Nadab, Gedor, Achjo und Secher und Miklot (letztere fehlt in 8,31).

## Maacha, Vater Hanans
In 1 Chr 11,43  ist Maacha der Vater Hanans, eines Helden König Davids.

## Maacha, Vater Schefatjas
In 1 Chr 27,16  ist Maacha der Vater Schefatjas, eines Fürsten des Stammes Simeon.